# Processione del Cristo morto di Civitavecchia
La processione del Cristo morto di Civitavecchia è una processione che si tiene ogni Venerdì santo ed è organizzata dall'Arciconfraternita del Gonfalone di Civitavecchia.
Si tratta di una rappresentazione sacra, momento di preghiera e penitenza, e ripercorre la Passione e morte di Gesù attraverso lo snodarsi di carri che rappresentano le stazioni della Via Crucis e a cui partecipano gli incappucciati o penitenti.

## La storia
La processione del Cristo morto a Civitavecchia ha origini molto antiche, e non è certo in quale data ben precisa sia stata istituita. 
Alcune fonti riconducono l'inizio, di questa manifestazione nell'anno mille in cui la processione era chiamata Processione degli Incappucciati: infatti alcuni fedeli partecipavano con il volto coperto da un cappuccio e scalzi. La processione era una pratica di espiazione dei peccati per guadagnare l’ingresso in Paradiso, in quanto era diffusa l’idea dell’imminente fine del mondo.
Altre versioni della sua origine la riconducono alla pratica della liberazione del condannato ai remi delle galere pontificie, che era uno dei privilegi papali dell'Arciconfraternita del Gonfalone. Il condannato liberato, veniva vestito di bianco, con ai piedi le catene spezzate (che ancor oggi i penitenti portano alle caviglie) e con la croce sulle spalle (come il Cireneo) percorreva le vie della città per dire a tutti che lui era libero.
Il condannato oggi viene rappresentato dagli incappucciati o penitenti, i quali camminano per le strade della città a piedi scalzi, con il cappuccio che copre i loro volti, per mantenere la propria identità nascosta, le catene alle caviglie e molti anche con la croce sulle spalle.
Nel corso del tempo si sono aggiunte statue che rappresentano Gesù nei diversi momenti della passione, trasportate su dei carri da volontari e figuranti che rappresentano i personaggi rilevanti della passione di Cristo.
La processione si è sempre svolta ad accezione del periodo bellico e alla situazione pandemica dovuta al COVID-19 che ha portato l'annullamento nel 2020, e nel 2021 il solo ricordo del vescovo di Civitavecchia - Tarquinia e del sindaco della città.

## La processione
La processione inizia al tramonto e parte dalla chiesa della Stella, il corteo è composto da undici quadri che ricostruiscono i vari momenti della Passione di Cristo; tra questi c'è anche il quadro dei Penitenti, che rievoca la storia e il significato della processione.
Inoltre sono presenti i simboli del martirio (la scala, la lancia, ...), detti Misteretti , termine della tradizione civitavecchiese. Questi sono portati dalle bambine e dai bambini vestiti di bianco prima di ogni statua.
- Il primo quadro è caratterizzato dalla apertura del corteo con presenza dell’aquila romana, dei soldati romani, del centurione e delle bandiere e croci nere che simboleggiano il dolore e il lutto che caratterizza l’intero rito. Una banda musicale chiude questo quadro lasciando spazio al secondo quadro.[9]
- In quest'ultimo ci sono i figuranti che impersonano i dodici apostoli, i primi Misteretti (calice, lanterna, borsa con i trenta denari, spada e catena) ed infine la statua di Gesù che prega nello orto degli ulivi.[9]
- Il terzo quadro si apre con altri figuranti: Caifa, il Sinedrio e le guardie, seguiti da altri Misteretti che sono il gallo, la corda, la frusta, la mano, le verghe e la colonna. Questo quadro si chiude con la statua che raffigura Gesù legato alla colonna.[9]
- Il quarto inizia con i soldati romani, che tengono delle torce, ed i bambini che portano la corona di spine e il lavacro, il quadro si completa con la statua Gesù Ecce Homo.[10]
- Nel quinto c'è un altro centurione e altri soldati romani che accompagnano Ponzio Pilato, altri Misteretti quali la sega, i chiodi, il martello, la tenaglia e la croce, infine la statua di Gesù che cade sotto la croce.[10]
- Il quadro successivo è aperto dal centurione e i soldati che scortano la Veronica, rappresentata da una bambina vestita da suora secondo la tradizione.[10] A chiudere il quadro vi sono nuovi Misteretti: titolo, accetta, spugna, tazza e lancia.[10]
- Il settimo quadro si incentra sull'agonia di Gesù in croce con centurioni, soldati e altri Misteretti: la scala, la mazza, il dado, la tunica e la camicia. Questa parte si conclude con la Coltre nera ovvero una coltre funeraria, fatta di lana nera e ricamata con fili d'oro e d'argento, che veniva posta sulla bara durante il funerale e veniva anche innalzata nel centro della chiesa per il Catafalco nelle celebrazioni esequiali.[11]
- Nella processione del Cristo morto partecipa anche la Confraternita dell'Orazione e Morte, che costituisce l’ottavo quadro insieme con tutte le associazioni cattoliche (l'intero corteo conta più di 800 persone tra figuranti e penitenti). I confratelli della Orazione e Morte indossano un saio e un cappuccio nero e sfilano con dei reperti antichi.[12]
- Il nono quadro è quello dei Penitenti che rappresentano il condannato liberato oltre a ricordare una forma di penitenza per chiedere le grazie;[4] a conclusione del quadro un’altra banda musicale.
- Il decimo quadro è costituito dal carro (che è il carro originale che trasportava i defunti al camposanto) del Cristo Morto, trasportato da figuranti che indossano la veste dei membri dell'Arciconfraternita del Gonfalone, un saio bianco e il volto nascosto.[13]
- L'ultimo quadro vede la presenza di due carri: le Tre Marie che si trovavano ai piedi della croce e Maria Addolorata trasportata dalle donne, con una mantella nera in segno di lutto.[14]

La processione termina con il rientro nella Chiesa della Stella, e con la corsa dei carri lungo la salita dell'Arciconfraternita del Gonfalone irrompendo in piazza Leandra.
Nella processione partecipano anche tutte le autorità religiose, militari e civili della città.

## Storia dell'Arciconfraternita del Gonfalone
Secondo quanto scritto nell'opera di Vincenzo Annovazzi: Storia di Civitavecchia dalla sua origine fino all'anno 1848, l'Arciconfraternita venne fondata da san Bonaventura. Il santo che doveva imbarcarsi per dirigersi al Concilio di Lione del 1274 su richiesta di papa Gregorio X, passò per Civitavecchia in cui molti devoti gli mostrarono il desiderio di poter far parte della Pia unione dei Raccomandati alla Santissima Vergine. San Bonaventura fondò quindi la confraternita, con le regole e con i valori da seguire.
Il 5 aprile del 1612 la confraternita venne aggregata alla Venerabile Arciconfraternita del gonfalone di Roma.
Nella vita della confraternita centrale era il servizio caritatevole per gli ammalati e i bisognosi.  Ci furono anche diversi privilegi papali, oltre alla liberazione del condannato: potevano fare la processione del Santissimo Sacramento in piazza Leandra e la processione di penitenza il Giovedì santo (che oggi si svolge il giorno seguente), in cui i vari partecipanti potevano avvalersi dell’indulgenza plenaria; avevano la precedenza nelle processione ove c’era la presenza di altre confraternite; infine potevano acquisire delle indulgenze durante novene, feste e processioni.
Il loro operato si incentrava quindi sulla cura delle anime e per questo era importante accostarsi alla confessione e alla comunione pasquale.
Oggi, anche se non si praticano più alcuni dei privilegi precedentemente citati, la confraternita vive costantemente secondo la spiritualità di san Bonaventura caratterizzata dalla carità e dalla pietà cristiana.
Il tratto distintivo della confraternita è l'abito bianco che rappresenta la purezza, la carità e l'amore per i bisognosi. Inoltre indossano un cappuccio che copre il volto, in quanto l’opera di carità si deve compiere nel silenzio e nella segretezza, la corona del rosario, un cingolo e lo stemma. Quest'ultimo ha la croce bianca e rossa, che ricordano la verginità di Maria Santissima e la Passione di Cristo, su uno sfondo celeste che indica il Paradiso ed il colore di Maria.